# Lista de recordes da Major League Baseball em rebatidas
Esta é uma lista de recordes em rebatidas da Major League Baseball. Nomes em negrito significam que o jogador ainda está ativo.

## 240 rebatidas em uma temporada
| Jogador        | Rebatidas | Time                   | Temporada |
| -------------- | --------- | ---------------------- | --------- |
| Ichiro Suzuki  | 262       | Seattle Mariners       | 2004      |
| George Sisler  | 257       | St. Louis Browns       | 1920      |
| Lefty O'Doul   | 254       | Philadelphia Phillies  | 1929      |
| Bill Terry     | 254       | New York Giants        | 1930      |
| Al Simmons     | 253       | Philadelphia Athletics | 1925      |
| Rogers Hornsby | 250       | St. Louis Cardinals    | 1922      |
| Chuck Klein    | 250       | Philadelphia Phillies  | 1930      |
| Ty Cobb        | 248       | Detroit Tigers         | 1911      |
| George Sisler  | 246       | St. Louis Browns       | 1922      |
| Ichiro Suzuki  | 2423      | Seattle Mariners       | 2001      |
| Heinie Manush  | 241       | St. Louis Browns       | 1928      |
| Babe Herman    | 241       | Brooklyn Dodgers       | 1930      |
| Wade Boggs     | 240       | Boston Red Sox         | 1985      |
| Darin Erstad   | 240       | Anaheim Angels         | 2000      |

### Evolução do recorde em rebatidas em uma temporada
| Rebatidas | Jogador       | Time                    | Ano  | Anos Que o Recorde se Manteve |
| --------- | ------------- | ----------------------- | ---- | ----------------------------- |
| 138       | Ross Barnes   | Chicago White Stockings | 1876 | 7                             |
| 146       | Roger Connor  | New York Gothams        | 1883 | 1                             |
| 162       | Ezra Sutton   | Boston Beaneaters       | 1884 | 1                             |
| 169       | Roger Connor  | New York Gothams        | 1885 | 1                             |
| 187       | Cap Anson     | Chicago White Stockings | 1886 | 1                             |
| 225       | Tip O'Neill   | St. Louis Cardinals     | 1887 | 7                             |
| 237       | Hugh Duffy    | Boston Braves           | 1894 | 5                             |
| 238       | Ed Delahanty  | Philadelphia Phillies   | 1899 | 12                            |
| 248       | Ty Cobb       | Detroit Tigers          | 1911 | 9                             |
| 257       | George Sisler | St. Louis Browns        | 1920 | 84                            |
| 262       | Ichiro Suzuki | Seattle Mariners        | 2004 | 11 (atual)                    |

### Três ou mais temporadas com mais de 215 rebatidas
| Jogador        | Temporadas | Temporadas e Times                                |
| -------------- | ---------- | ------------------------------------------------- |
| Paul Waner     | 7          | 1927-1928, 1930, 1932, 1934, 1936-1937 Pittsburgh |
| Rogers Hornsby | 5          | 1920-1922, 1924 St. Louis-NL; 1929 Chicago-NL     |
| Ichiro Suzuki  | 5          | 2001, 2004, 2006-2007, 2009 Seattle               |
| Ty Cobb        | 4          | 1909, 1911-1912, 1917 Detroit                     |
| George Sisler  | 4          | 1920-1922, 1925 St. Louis-AL                      |
| Sam Rice       | 3          | 1924-1926 Washington-AL                           |
| Joe Medwick    | 3          | 1935-1937 St. Louis-NL                            |
| Stan Musial    | 3          | 1943, 1946, 1948 St. Louis-NL                     |
| Pete Rose      | 3          | 1969, 1973, 1976 Cincinnati                       |
| Kirby Puckett  | 3          | 1986, 1988-1989 Minnesota                         |
| Michael Young  | 3          | 2004-2006 Texas Rangers                           |

### Cinco ou mais temporadas com mais de 200 rebatidas
| Jogador           | Temporadas | Temporadas e Times                                                     |
| ----------------- | ---------- | ---------------------------------------------------------------------- |
| Ichiro Suzuki     | 10         | 2001–2010 Seattle (recorde de anos consecutivos)                       |
| Pete Rose         | 10         | 1965–1966, 1968–1970, 1973, 1975–1977 Cincinnati; 1979 Philadelphia-NL |
| Ty Cobb           | 9          | 1907, 1909, 1911–1912, 1915–1917, 1922, 1924 Detroit                   |
| Paul Waner        | 8          | 1927–1930, 1932, 1934, 1936–1937 Pittsburgh                            |
| Lou Gehrig        | 8          | 1927–1928, 1930–1932, 1934, 1936–1937 New York-AL                      |
| Willie Keeler     | 8          | 1894–1898 Baltimore; 1899-1901 Brooklyn-NL                             |
| Derek Jeter       | 8          | 1998–2000, 2005–2007, 2009, 2012 New York-AL                           |
| Rogers Hornsby    | 7          | 1920-1922, 1924-1925 St. Louis-NL; 1927 New York-NL; 1929 Chicago-NL   |
| Charlie Gehringer | 7          | 1929–1930, 1933–1937 Detroit                                           |
| Wade Boggs        | 7          | 1983–1989 Boston-AL                                                    |
| George Sisler     | 6          | 1920–1922, 1925, 1927 St. Louis-AL; 1929 Boston-NL                     |
| Sam Rice          | 6          | 1920, 1924–1926, 1928, 1930 Washington-AL                              |
| Al Simmons        | 6          | 1925, 1929–1932 Philadelphia-AL; 1933 Chicago-AL                       |
| Stan Musial       | 6          | 1943, 1946, 1948–1949, 1951, 1953 St. Louis-NL                         |
| Steve Garvey      | 6          | 1974–1976, 1978-1980 Los Angeles-NL                                    |
| Michael Young     | 6          | 2003–2007, 2011 Texas Rangers                                          |
| Chuck Klein       | 5          | 1929–1933 Philadelphia-NL                                              |
| Kirby Puckett     | 5          | 1986–1989, 1992 Minnesota                                              |
| Tony Gwynn        | 5          | 1984, 1986–1987, 1989, 1997 San Diego                                  |

### 100 ou mais rebatidas em cada lado do plate, temporada
| Jogador         | Rebatidas (Como Canhoto) | Rebatidas (Como Destro) | Temporadas e Times       |
| --------------- | ------------------------ | ----------------------- | ------------------------ |
| Garry Templeton | 111                      | 100                     | 1979 St. Louis Cardinals |
| Willie Wilson   | 130                      | 100                     | 1980 Kansas City Royals  |

## Líderes na Liga em Rebatidas

### Líderes em rebatidas por 5 ou mais temporadas
| Jogador       | Títulos | Temporadas e Times                                                 |
| ------------- | ------- | ------------------------------------------------------------------ |
| Ty Cobb       | 8       | 1907–1909, 1911–1912, 1915, 1917, 1919 Detroit                     |
| Pete Rose     | 7       | 1965, 1968, 1970, 1972–1973, 1976 Cincinnati; 1981 Philadelphia-NL |
| Tony Gwynn    | 7       | 1984, 1986–1987, 1989, 1994–1995, 1997 San Diego                   |
| Ichiro Suzuki | 7       | 2001, 2004, 2006–2010 Seattle                                      |
| Stan Musial   | 6       | 1943–1944, 1946, 1948–1949, 1952 St. Louis-NL                      |
| Tony Oliva    | 5       | 1964–1966, 1969–1970 Minnesota                                     |

### Líderes em rebatidas por 3 ou mais temporadas consecutivas
| Jogador         | Títulos | Temporadas e Times             |
| --------------- | ------- | ------------------------------ |
| Ichiro Suzuki   | 5       | 2006–2010 Seattle Mariners     |
| Ginger Beaumont | 3       | 1902–1904 Pittsburgh Pirates   |
| Ty Cobb         | 3       | 1907–1909 Detroit Tigers       |
| Rogers Hornsby  | 3       | 1920–1922 St. Louis Cardinals  |
| Tony Oliva      | 3       | 1964–1966 Minnesota Twins      |
| Kirby Puckett   | 3       | 1987–1989 Minnesota Twins      |
| Johnny Pesky    | 34      | 1942, 1946–1947 Boston Red Sox |

### Líder em rebatidas, três décadas
| Jogador   | Temporadas e Times                                                            |
| --------- | ----------------------------------------------------------------------------- |
| Pete Rose | 1965, 1968, 1970, 1972–1973, 1976 Cincinnati Reds; 1981 Philadelphia Phillies |

### Líder em rebatidas, ambas ligas
| Jogador       | Temporadas e Times                         |
| ------------- | ------------------------------------------ |
| Lance Johnson | 1995 Chicago White Sox; 1996 New York Mets |

### Líder em rebatidas, três times diferentes
| Jogador      | Temporadas e Times                                                   |
| ------------ | -------------------------------------------------------------------- |
| Paul Molitor | 1991 Milwaukee Brewers; 1993 Toronto Blue Jays; 1996 Minnesota Twins |

## Jogos consecutivos com rebatidas válidas (30 ou mais jogos)
| Jogador            | Jogos      | Time                    | Temporada |
| ------------------ | ---------- | ----------------------- | --------- |
| Joe DiMaggio       | 56         | New York Yankees        | 1941      |
| Willie Keeler      | 45 (1, 44) | Baltimore Orioles       | 1896-1897 |
| Pete Rose          | 44         | Cincinnati Reds         | 1978      |
| Bill Dahlen        | 42         | Chicago Colts           | 1894      |
| George Sisler      | 41         | St. Louis Browns        | 1922      |
| Ty Cobb            | 40         | Detroit Tigers          | 1911      |
| Paul Molitor       | 39         | Milwaukee Brewers       | 1987      |
| Jimmy Rollins      | 38 (36, 2) | Philadelphia Phillies   | 2005-2006 |
| Tommy Holmes       | 37         | Boston Braves           | 1945      |
| Gene DeMontreville | 36         | Washington Senators     | 1896-1897 |
| Fred Clarke        | 35         | Louisville Colonels     | 1895      |
| Ty Cobb            | 35         | Detroit Tigers          | 1917      |
| George Sisler      | 35 (1, 34) | St. Louis Browns        | 1924-1925 |
| Luis Castillo      | 35         | Florida Marlins         | 2002      |
| Chase Utley        | 35         | Philadelphia Phillies   | 2006      |
| George McQuinn     | 34         | St. Louis Browns        | 1938      |
| Dom DiMaggio       | 34         | Boston Red Sox          | 1949      |
| Benito Santiago    | 34         | San Diego Padres        | 1987      |
| George Davis       | 33         | New York Giants         | 1893      |
| Hal Chase          | 33         | New York Highlanders    | 1907      |
| Rogers Hornsby     | 33         | St. Louis Cardinals     | 1922      |
| Heinie Manush      | 33         | Washington Senators     | 1933      |
| Dan Uggla          | 33         | Atlanta Braves          | 2011      |
| Harry Heilmann     | 32         | Detroit Tigers          | 1922-1923 |
| Hal Morris         | 32 (29, 3) | Cincinnati Reds         | 1996-1997 |
| Ed Delahanty       | 31         | Philadelphia Phillies   | 1899      |
| Nap Lajoie         | 31         | Cleveland Naps          | 1906      |
| Sam Rice           | 31         | Washington Senators     | 1924      |
| Vada Pinson        | 31         | Cincinnati Reds         | 1965-1966 |
| Willie Davis       | 31         | Los Angeles Dodgers     | 1969      |
| Rico Carty         | 31         | Atlanta Braves          | 1970      |
| Ron LeFlore        | 31         | Detroit Tigers          | 1975-1976 |
| Ken Landreaux      | 31         | Minnesota Twins         | 1980      |
| Vladimir Guerrero  | 31         | Montreal Expos          | 1999      |
| Cal McVey          | 30         | Chicago White Stockings | 1876      |
| Elmer Smith        | 30         | Cincinnati Reds         | 1898      |
| Tris Speaker       | 30         | Boston Red Sox          | 1912      |
| Goose Goslin       | 30         | Detroit Tigers          | 1934      |
| Stan Musial        | 30         | St. Louis Cardinals     | 1950      |
| George Brett       | 30         | Kansas City Royals      | 1980      |
| Jerome Walton      | 30         | Chicago Cubs            | 1989      |
| Sandy Alomar, Jr.  | 30         | Cleveland Indians       | 1997      |
| Nomar Garciaparra  | 30         | Boston Red Sox          | 1997      |
| Eric Davis         | 30         | Baltimore Orioles       | 1998      |
| Luis Gonzalez      | 30         | Arizona Diamondbacks    | 1999      |
| Albert Pujols      | 30         | St. Louis Cardinals     | 2003      |
| Willy Taveras      | 30         | Houston Astros          | 2006      |
| Moisés Alou        | 30         | New York Mets           | 2007      |
| Ryan Zimmerman     | 30         | Washington Nationals    | 2009      |
| Andre Ethier       | 30         | Los Angeles Dodgers     | 2011      |
| Freddie Freeman    | 30         | Atlanta Braves          | 2016      |

Veja nota5
Quando acontecer de a sequência se estender por mais de uma temporada, elas aparecerão em duas partes para mostrar quando as rebatidas ocorreram. Por exemplo, Keeler (1, 44) indica 1 rebatida em 1896 e 44 em 1897.6

## Jogos consecutivos com rebatidas válidas (início de carreira)
| Jogador        | Jogos | Time                 | Temporada |
| -------------- | ----- | -------------------- | --------- |
| Chuck Aleno    | 17    | Cincinnati Reds      | 1941      |
| David Dahl     | 17    | Colorado Rockies     | 2016      |
| Juan Pierre    | 16    | Colorado Rockies     | 2000      |
| James Jones    | 14    | Seattle Mariners     | 2014      |
| Dale Alexander | 13    | Detroit Tigers       | 1929      |
| Mike Woodard   | 13    | San Francisco Giants | 1985      |
| Rocco Baldelli | 13    | Tampa Bay Rays       | 2003      |
| Glenn Williams | 13    | Minnesota Twins      | 2005      |

## 7 ou mais rebatidas por um jogador em um jogo
| Rebatidas | Jogador          | Time               | Data                   | Oponente               |
| --------- | ---------------- | ------------------ | ---------------------- | ---------------------- |
| 97        | Johnny Burnett   | Cleveland Indians  | 10 de Julho de 1932    | Philadelphia Athletics |
| 7         | Wilbert Robinson | Baltimore Orioles  | 10 de Junho de 1892    | St. Louis Browns       |
| 78        | César Gutiérrez  | Detroit Tigers     | 21 de Junho de 1970    | Cleveland Indians      |
| 710       | Rocky Colavito   | Detroit Tigers     | 24 de Junho de 1962    | New York Yankees       |
| 7         | Rennie Stennett  | Pittsburgh Pirates | 16 de Setembro de 1975 | Chicago Cubs           |

### 6 rebatidas em um jogo por um jogador, duas vezes
| Jogador       | Time                    | Data                   |
| ------------- | ----------------------- | ---------------------- |
| Cal McVey     | Chicago White Stockings | 22 de Julho de 1876    |
|               | Chicago White Stockings | 25 de Julho de 1876    |
| Jim Bottomley | St. Louis Cardinals     | 16 de Setembro de 1924 |
|               | St. Louis Cardinals     | 5 de Agosto de 1931    |
| Doc Cramer    | Philadelphia Athletics  | 20 de Junho de 1932    |
|               | Philadelphia Athletics  | 13 de Julho de 1935    |
| Kirby Puckett | Minnesota Twins         | 30 de Agosto de 1987   |
|               | Minnesota Twins         | 23 de Maio de 1991     |

Veja Notas9

## 3 rebatidas por um jogador em uma entrada
- Tom Burns (6 de Setembro de 1883)
- Fred Pfeffer (6 de Setembro de 1883)
- Ned Williamson (6 de Setembro de 1883)
- Gene Stephens (18 de Junho de 1953)
- Johnny Damon (27 de Junho de 2003)

## 1660 rebatidas por um time em uma temporada
| Rebatidas | Time                  | Temporada |
| --------- | --------------------- | --------- |
| 1783      | Philadelphia Phillies | 1930      |
| 1769      | New York Giants       | 1930      |
| 1732      | Philadelphia Phillies | 1894      |
| 1732      | St. Louis Cardinals   | 1930      |
| 1723      | Detroit Tigers        | 1921      |
| 1722      | Chicago Cubs          | 1930      |
| 1715      | Cleveland Indians     | 1936      |
| 1698      | Pittsburgh Pirates    | 1922      |
| 1693      | Philadelphia Phillies | 1929      |
| 1684      | St. Louis Browns      | 1922      |
| 1684      | Boston Red Sox        | 1997      |
| 1683      | New York Yankees      | 1930      |
| 1676      | New York Yankees      | 1936      |
| 1672      | Detroit Tigers        | 1929      |
| 1667      | Boston Red Sox        | 2003      |
| 1667      | New York Yankees      | 1931      |
| 1665      | Boston Red Sox        | 1950      |
| 1665      | Cleveland Indians     | 1996      |
| 1664      | Colorado Rockies      | 2000      |
| 1664      | Philadelphia Phillies | 1895      |
| 1663      | Colorado Rockies      | 2001      |
| 1661      | New York Giants       | 1922      |